# Daicon III and IV Opening Animations
Openings de Animación Daicon III y IV  son dos cortometraje de anime en formato película de 8 mm para la convención de ciencia ficción Nihon SF Taikai Daicon III en 1981 y Daicon IV en 1983 . Fueron producidos por un grupo de animadores aficionados conocidos como Daicon Film, quienes más tarde formarían el estudio de animación Gainax. Ambas películas son conocidas por su calidad de producción inusualmente alta para obras de aficionados y por la inclusión de numerosas referencias a la cultura otaku.
Daicon III fue hecho por Hideaki Anno, Hiroyuki Yamaga y Takami Akai y Daicon IV acredita doce personas, entre ellas Yamaga como director; Anno y Akai como supervisores de animación. A pesar de la cuestionable situación jurídica de las obras (que debido al caracter amateur de las mismas no contaron permisos de derechos de autor para el uso de personajes y música) la producción de Daicon III dio lugar a ganancias producto de la venta no oficial de cintas de vídeos y carretes de 8 mm de la producción, los réditos obtenidos fueron destinados a la producción de Daicon IV y a pagar las deudar de la propia producción de Daicon III. En 2001, la revista de anime Animage clasificó a las animaciones DAICON en el lugar 35º del "Top 100" de los mejores anime de todos los tiempos.

## Daicon III
El avión Jet VTOL Science Patrol de Ultraman desciende del cielo a la Tierra, una niña escolar que lleva su randoseru, observa desde detrás de un árbol. Le ofrecen a la chica un vaso de agua y le pide que entregarlo a Daicon. La muchacha se despide y empieza a correr, pero ella experimenta rápidamente problemas como Punk dragón bloquea su camino. Se convoca a una máquina de Starship Troopers y él y la chica empiezan a luchar. La muchacha lanza al mecha a un lado y Gomora se eleva desde la tierra. El uso de un refuerzo oculto en su mochila, la niña vuela hacia el cielo y evade la explosión del Gomora, con el robot volando tras ella. Ellos continúan su batalla en el aire. Un golpe del mecha envía a la chica al suelo, poniendo en peligro su taza preciosa de agua. En el último momento, ella tiene una visión de Science Patrol y recupera la conciencia. Ella arrebata la copa antes de que se estrelle en el suelo, el ahorro de agua. Reanudación de su batalla con el mecha enemigo, ella coge uno de sus misiles y lanza de nuevo al robot, causando una gran explosión. El mecha destruido lanza un cohete, invocando con el símbolo Ideon a Godzilla el King Ghidorah y Gamera persiguiéndola. 
La niña vuela por el aire con su mochila a reacción. Un Destructor Estelar clase Imperial, un TIE Fighter, y algunas máquinas marcianas de la película La Guerra de los Mundos de 1953 cruzan en el fondo. Metiendo la mano en su mochila a la chica saca de repente una regla de bambú, que se convierte por arte de magia un sable de luz. Después de cortar un alien Baltan a la mitad, la niña pone en marcha una serie de micro-misiles de su mochila. Golpeado por uno de los misiles un tanque de Maser de las películas de Godzilla se incendia. Atragon se parte en dos como el barco espacial Yamato en cambio la Enterprise, un X-Wing y Daimajin explotan en un completo caos. Luego la muchacha vierte la taza de agua en una arrugada daikon enterrado en el suelo. A medida que el daikon revive, se convierte en la nave espacial Daicon. Bañado por la luz la niña es transportada a la nave y es vestida mágicamente con un uniforme de comandante. 
La ahora capitana de la nave se une a los caricaturizados productores de la película, Toshio Okada y Yasuhiro Takeda sentados en los controles. A medida que el tren de aterrizaje se retrae, la nave espacial Daicon parte hacia los confines del universo.

## Daicon IV
La animación de apertura Daicon IV comienza con una versión abreviada y mejorada, un recuento de 90 segundos de la animación de apertura Daicon III con música de Kitaro. Después de esto, la letra de "Prólogo" de Electric Light Orchestra aparece sobre un fondo estrellado. La música, entonces da paso a "Twilight", de ELO y comienza la animación a un ritmo rápido, donde podemos ver a la protagonista luchando con diferentes personajes de ciencia ficción:
La pequeña niña escolar de la animación de  Daicon III ha crecido y se convirtió en una hermosa y fuerte Conejita de Playboy vestida con un traje rojo. Ella lucha con una multitud de monstruos y personajes de ciencia ficción; mobile suits y naves, luego salta en una multitud de Metron Seijin y los lanza a un lado. Posteriormente se nos muestra a nuestra protagonista en un duelo de sables de luz con Darth Vader, mientras algunos Stormtrooper sentados al estilo japones observan y animan el combate. Luego aparece Estrella de la Muerte en el fondo. Desde lo alto de un acantilado, un xenomorph con piernas robóticas, empuñando el Discovery One golpea a la conejita con una onda expansiva de choque, y el robot Dynaman intenta aplastar a la chica. La protagonista levanta al robot Dynaman con una fuerza sobrehumana y lo estrella contra el acantilado celebrando su victoria. La espada Stormbringer aparece de repente en el cielo y la conejita se sube a ella como una surfista. Se muestran algunas secuencias aleatorias, como Yoda y Yu Ida. La conejita sigue surfeando encima de la espada Stormbringer cuando de repente se encuentra con una formación de Ultrahawk 1. Entonces aparecen el Yamato y el Arcadia en formación junto con el SDF-1 Macross, una explosión repentina nos muestra un VF-1 Valkyrie de la serie Macross, armado con un sable de luz de estilo Gundam. 
Una batalla en pleno vuelo se desarrolla en una cafetería otaku. La conejita luego viaja a un mundo extra-dimensional lleno de superhéroes de cómic estadounidense. Una gran cantidad de máquinas y personajes (El Señor de los Anillos, Conan, Narnia entre otros) vuelan junto a ella en el espacio, incluyendo un crucero de batalla Klingon, aparece la nave luna de H. G. Wells Los primeros hombres en la Luna, el Halcón Milenario y los Thunderbirds. Una vez de vuelta en tierra firme, la conejita salta del Stormbringer la cual divide en siete partes, que vuelan por el cielo dejando estelas de humo en los siete colores. Se muestra una secuencia aleatoria y humorística de naves espaciales famosas chocando entre sí. Entonces de repente aparece una explosión, la cual se cree corresponde a una bomba atómica. Después de la explosión, hay una oleada de pétalos de sakura. Los sucesivos levantamientos de la tierra dan luz a nuevos mundos. Luego un poderoso rayo lanzado por la nave espacial Daicon atraviesa el cielo lo que produce un instantáneo crecimiento de vegetación exuberante.
La cámara entonces muestra una multitud masiva de personajes de ficción, sale el sol, la cámara se aleja para mostrar el sistema solar cuya forma cambia para mostrar el logo de daicon IV y la película termina.

## Producción
Originalmente las producciones serían rodadas en película de 16 mm, pero finalmente fueron rodadas en 8 mm y  terminadas en la mañana antes del debut. Con el fin de pagar las deudas de las producciones, se vendieron copias no oficiales de la animación. Lawrence Eng declaró que esto fue el primer ejemplo animación de vídeo original (OVA por sus siglas en inglés) precediendo a Dallos. Kazutaka Miyatake del Estudio Nue originalmente diseñó los mechas que aparecen en el clip Daicon III persiguiendo a la niña para una edición japonesa de Starship Troopers, novela de ciencia ficción militar de principios de los años ochenta.

### Daicon III
Sólo tres personas estuvieron involucradas en la producción de Daicon III, Hideaki Anno, Hiroyuki Yamaga y Takami Akai. Takeda, quien era parte del grupo, explica en Notenki Memoirs que Anno sabía cómo hacer el anime, pero nunca trabajaron con cels en la animación. Ellos fueron remitidos a Animepolis Pero, una cadena de anime tienda de hobby, pero se encontraron que el costo de los cels eran demasiado caros, por lo que un solo cel fue comprado y llevados a un fabricante de vinilo en el este de Osaka, donde adquirieron un rollo de ¥ 2.000. Después de cortar y preparar los cels vinilo, descubrieron que los cels pintados se pegan cuando se apilan y se seca la pintura podría desprenderse los cels. Para mantener los costos bajos, hicieron su propio toque para perforar agujeros en el papel de la animación B5 utilizado en la producción.
El trabajo se llevó a cabo en una habitación vacía de la casa de Okada, donde también fue operado su negocio Mientras que otras personas estaban presentes, el trabajo fue compartido y Anno, Akai y Yamaga trabajaba a tiempo completo en la producción, la dirección no era profesional, pero Takeada atribuye Okada como el productor, con Yamaga dirigir, Akai hacer la animación de personajes y Anno como el animador mecha. Takeada también dijo que otros individuos se involucraron y se utilizaron para rastrear cels o cels pintura según sea necesario, pero aún acredita Yamaga, Akai y Anno con la propia producción. El rodaje se llevó a cabo con una cámara en un trípode y marcos fueron llamados por Anno porque la producción carecía de hojas de tiempo.
Osamu Tezuka no vio la película de la apertura en Daicon III, pero se mostró la película de Akai y Yamaga más tarde esa noche. Después de ver la película, Tezuka comentó: "Bueno, no hay duda, había una gran cantidad de personajes en la película .... o también algunos que no estaban en la película". Akai y Yamaga más tarde se dieron cuenta de la omisión de los personajes de Tezuka, que posteriormente fueron utilizados en la animación Daicon IV. Según Toshio Okada, el tema del agua en la abertura representada "oportunidad" y Lawrence Eng, un otaku investigador, describe el tema como: "... hacer el mejor uso de las oportunidades de uno mientras que la lucha contra aquellos que tratan de robar esa oportunidad de distancia". 

### Daicon IV
La planta de producción de Daicon IV fue en un estudio dedicado en un edificio llamado Hosei Kaikan que era propiedad de un sindicato textil Takeda lo definió como un animado literal fábrica de explotación, el edificio fue cerrado a las 9:00 p. m. y la mayoría del personal estaría cerrada por dentro y trabajar toda la noche sin aire acondicionado. El cine Daicon IV acredita oficialmente un equipo de producción de doce personas. Hiroyuki Yamaga dirigió la producción de Daicon IV con Hideaki Anno y Takami Akai como directores de animación. Toru Saegusa hizo la obra de arte y las animaciones se realiza con Yoshiyuki Sadamoto, Mahiro Maeda, Norifumi Kiyozumi; animación adicional fue proporcionado por Ichiro Itano, Toshihiro Hirano, Narumi Kakinouchi, Sadami Morikawa, Kazutaka Miyatake. Originalmente, Daicon IV se suponía que era de quince minutos de duración, pero la producción resultó difícil en el momento del corte.

## Recepción y liberación
La película Daicon III fue reportada en la revista Animec lo cual dio lugar a  solicitudes para que la película fuera lanzada publicamente Con el fin de pagar las deudas de la producción de la película, se tomó la decisión de vender los rollos de 8 mm de la película y vídeos. Artwork adicional correspondiente a los storyboard fueron incluídos en el lanzamiento. Las ventas pagaron la producción de Daicon III y la recaudación se utilizaría para producir Daicon IV.
Debido a problemas de derechos de autor una versión oficial de las animaciones se ha demostrado imposible. Para la versión americana de la película, los derechos de uso del traje del conejito de Playboy fueron denegados y los derechos de la música de Electric Light Orchestra en consecuencia, no fueron solicitados. Sin embargo, un laserdisc con las animaciones de Daicon III y IV  fue extraoficialmente lanzado en Japón como un bonus incluido en el art book de las animaciones. Este disco láser se considerada raro y muy valioso entre los coleccionistas, el precio asciende fácilmente los mil dólares en las subastas en línea.

## Legado
Desde su lanzamiento, en varias ocasiones se han hecho referencias a ambas animaciones en algunas producciones japonesas, especialmente aquellas dirigidas al público Otaku. Clips y personajes de las animaciones aparecen en el OVA de 1991 Otaku no video, realizado por el estudio Gainax. La secuencia de apertura del dorama japonés Densha Otoko, está inspirado en la animación de Daicon IV. En él aparece la canción "Twilight" de E.L.O y el personaje de "Mina" (Getsumento Heiki Mina) está inpsirado en la conejita de Daicon En el episodio 5 de la serie de Gainax FLCL, titulado "Bullet frágil", Haruko vuela en una guitarra y ataca un robot gigante con su honda y le grita "Daicon V", en referencia a la Daicon IV.
En FanimeCon, dice Yamaga, "[Los opennings son] un motivo de orgullo y algo que quieres estrangular." Akai quien quiere producir mejores películas declara: "No quiero verlos en un largo tiempo, sólo con pensar en ellos me dan escalofríos." Lawrence Eng ha dicho que sin las animaciones DAICON, quizás Gainax nunca hubiera existido [10] En 2001, la revista de anime Animage clasificó a las animaciones DAICON en el lugar 35 º de los "Top 100" de mejores anime de todos los tiempos.

### Daicon 33
El 8 de enero de 2014 Gainax anunció los detalles de un nuevo proyecto por el 33 aniversario de Daicon Film, llamado "Daicon Film 33", bajo el concepto de “revivir Daicon Film” se lanzaron varios merchandising inspirados en las chicas de Daicon III y Daicon IV. Las ilustraciones fueron realizadas por Takami Akai, diseñador de personajes de aquellos openings y uno de los fundadores de Gainax.